# Model burocràtic weberià
El model burocràtic de l'administració o model weberià és el fruit d'una lenta depuració intel·lectual que troba en l'estat liberal el seu marc polític més coherent. L'administració pública hi pareix com a simple raspatller de les decisions judicals o legilsatives prèvies, ja que en suma l'estat és, fonamentalment, llei, tribunals i ordre públic.
El seu principal ideòleg és el sociòleg alemany Max Weber.

## Model d'autoritat o dominància (Herrschaft)
El model burocràtic preen el seu punt de partida en un model d'autoritat o dominació. Segons Weber, qualsevol dominació requereix una autoritat legítima que pot ser de tres tipus:
- Autoritat personal i santedat de la tradició.
- Creença d'un carisma o gràcia concedida a certes persones.
- Obediència a les normes i no a les persones.

## Model de dominació racional-legal
Per a Weber la burocràcia és el tipus més dur de dominació legal i aquest és el que s'exemplifica de manera més encertada en els estats moderns. Els seus estudis, es basen en la realitat que vivia de l'absolutisme tardà a Prússia, les primeres reformes que anaren de 1807 a 1815 i en la instauració del constitucionalisme de 1848 a 1850. Per a Weber l'estat requereix una administració mínima, una primacia del poder legislatiu i una priorització dels drets individuals sobre els col·lectius. L'administració ha d'assumir la separació entre política i administració, i complir fidelment la normativa vigent assumint la jerarquia derivada d'un Parlament legítimament constituït i un govern que garanteixi els drets dels ciutadans.
Aquest model es caracteritza per:
- L'administració pública realitza les funcions executives atribuïdes al govern.
- Una organització del treball, basada en la divisió del treball mitjançant funcions exclusives i excloents.
- Una força de treball (Funcionariat), seleccionada per raó de mérit, estructurada jeràrquicament i amb un règim particular.
- Amb una actuació predetermina Procediment administratiu.
- Justicia especialitzada (jurisdicció contenciosa administrativa)-

## Crisi del model burocràtic[2]
En els darrers anys, cada cop es pren més consciència que el model burocràtic és incapaç de respondre a les demandes d'una societat dinàmica i plural que es troba sempre en un canvi constant. Precisament, el model burocràtic és un limitador de l'austeritat, la innovació i la competitivitat que són els 3 pilar bàsics de qualsevol empresa. Aquesta crisi que pateix el model burocràtic, porta als diferents governs, especialment els que es troba sota un règim d'estat del benestar a plantejar una modernització de l'administració.